# Dwars door Vlaanderen 2025
La Dwars door Vlaanderen 2025, (in italiano: Attraverso le Fiandre 2025), settantanovesima edizione della corsa e valida come tredicesima prova dell'UCI World Tour 2025 categoria 1.UWT, si svolse il 2 aprile 2025 su un percorso di 184,2 km, con partenza da Roeselare e arrivo a Waregem, in Belgio. La vittoria fu appannaggio dello statunitense Neilson Powless, il quale completò il percorso in 3h57'14", alla media di 46,587 km/h, precedendo i belgi Wout Van Aert e Tiesj Benoot.
Sul traguardo di Waregem 97 ciclisti, dei 175 partiti da Roselare, portarono a termine la competizione.

## Squadre e corridori partecipanti
| N.      | Cod. | Squadra                 |
| ------- | ---- | ----------------------- |
| 1-7     | TVL  | Team Visma-Lease a Bike |
| 11-17   | IWA  | Intermarché-Wanty       |
| 21-27   | LTK  | Lidl-Trek               |
| 31-37   | LOT  | Lotto                   |
| 41-47   | GFC  | Groupama-FDJ            |
| 51-57   | UAD  | UAE Team Emirates XRG   |
| 61-67   | ADC  | Alpecin-Deceuninck      |
| 71-77   | XAT  | XDS Astana Team         |
| 81-87   | UXM  | Uno-X Mobility          |
| 91-97   | EFE  | EF Education-EasyPost   |
| 101-107 | RBH  | Red Bull-Bora-Hansgrohe |
| 111-117 | IGD  | Ineos Grenadiers        |
| 121-127 | ARK  | Arkéa-B&B Hotels        |

| N.      | Cod. | Squadra                         |
| ------- | ---- | ------------------------------- |
| 131-137 | COF  | Cofidis                         |
| 141-147 | SOQ  | Soudal Quick-Step               |
| 151-157 | MOV  | Movistar Team                   |
| 161-167 | Q36  | Q36.5 Pro Cycling Team          |
| 171-177 | DAT  | Decathlon AG2R La Mondiale Team |
| 181-187 | JAY  | Team Jayco AlUla                |
| 191-197 | IPT  | Israel-Premier Tech             |
| 201-207 | TBV  | Bahrain Victorious              |
| 211-217 | TPP  | Team Picnic PostNL              |
| 221-227 | WB2  | Wagner Bazin WB                 |
| 231-237 | TFB  | Team Flanders-Baloise           |
| 241-247 | TUD  | Tudor Pro Cycling Team          |

## Ordine d'arrivo (Top 10)
| Pos. | Corridore        | Squadra   | Tempo    |
| ---- | ---------------- | --------- | -------- |
| 1    | Neilson Powless  | EF        | 3h57'14" |
| 2    | Wout Van Aert    | Visma     | s.t.     |
| 3    | Tiesj Benoot     | Visma     | s.t.     |
| 4    | Matteo Jorgenson | Visma     | a 5"     |
| 5    | Mads Pedersen    | Lidl      | a 45"    |
| 6    | Tibor Del Grosso | Alpecin   | s.t.     |
| 7    | Dries De Bondt   | Decathlon | a 47"    |
| 8    | Arjen Livyns     | Lotto     | s.t.     |
| 9    | Stefan Küng      | Groupama  | s.t.     |
| 10   | Alec Segaert     | Lotto     | s.t.     |